# Honda RC212V
Honda RC212V — гоночний мотоцикл, розроблений Honda Racing Corporation (спортивний підрозділ компанії Honda) для участі у змаганнях серії MotoGP. Офіційно представлений 30 жовтня 2006 року. Він замінив модель RC211V з сезону 2007, оскільки новими правилами участі у змаганнях максимальний дозволений робочий об'єм двигуна мотоциклу був зменшений з 1000 до 800 см³.
Специфікація моделі розшифровується як:
- RC — традиційний спортивний префікс Honda для 4-тактних двигунів;
- 212 — 2-е покоління у 21 столітті;
- V — V-подібний.

## Історія

### 2007
У сезоні 2007 гонщики заводської команди «Repsol Honda» Дані Педроса і Нікі Хейден виступали на заводській версії RC212V, тоді як  Марко Меландрі, Тоні Еліас, Карлос Чека та Шинья Накано отримали клієнтські мотоцикли. Після декількох раундів, коли гонщикам на Honda не вдалося досягти очікуваних результатів, керівник HRC Сатору Хоріїке змушений був визнати, що компанія зробила помилку у розвитку мотоцикла. Меландрі вирішив приєднатися до команди «Ducati» у 2008 році, також з'явились чутки, що Педроса залишить Honda. Наприкінці сезону, проте, з'явилися ознаки поліпшення: гонщики команди «Repsol Honda», здобули п'ять поулів поспіль на останніх етапах, а Педроса здобув перемогу в останньому турі у Валенсії.